# Alteutha depressa
Alteutha depressa is een eenoogkreeftjessoort uit de familie van de Peltidiidae. De wetenschappelijke naam van de soort is voor het eerst geldig gepubliceerd in 1837 door Baird.